# Інтерстиційний цистит
Інтерстиційний цистит, інтерстиціальний цистит (ІЦ) (хронічний) (лат. cystitis interstitialis), або цистальгія (больовий синдром сечового міхура) — хронічне запалення підслизового та м'язового шарів сечового міхура.

## Клінічні прояви
Головні симптоми — це часте сечовипускання, ніктурія (переважання кількості нічної сечі над денною, при цьому людина змушена вночі часто ходити в туалет, що порушує сон, викликає втому і сприяє зниженню працездатності) та стерильні культури сечі. Люди з інтерстиційним циститом можуть мати симптоми, що перекриваються і з іншими розладами сечового міхура, такими як: уретрит, інфекції сечовивідних шляхів, уретральний синдром і простатит.
Симптоми інтерстиційного циститу часто неправильно діагностують як «загальну» інфекцію сечового міхура, або цистит. Проте не було показано, що больовий синдром сечового міхура спричинюють бактеріальні інфекції. Антибіотики не використовуються для його лікування, бо є неефективними. Симптоми також можуть бути пов'язані із простатитом, та епідидимітом (у чоловіків) та ендометріозом і міомою матки (у жінок).
Найбільш поширені симптоми:
- надлобковий біль, який посилюється з наповненням сечового міхура;[4]
- часте та болюче сечовипускання;
- болючий статевий акт;[5]
- ніктурія.[6]

## Причини
Причини виникнення больового синдрому сечового міхура наразі невідомі. Були запропоновані деякі пояснення, що включають в себе: аутоімунну теорію, нервову теорію, теорію тучних клітин, інфекційну теорію та теорію продукування токсичної речовини в сечі. Інші запропоновані етіологічні причини — неврологічні, алергічні, генетичні та психологічні (стрес-індуковані). Крім того, останні дослідження показують, що пацієнти з ІЦ можуть мати речовину в сечі, яка пригнічує ріст клітин епітелію сечового міхура, й інфекції у таких пацієнтів можуть спричинювати розвиток ІЦ.
Поточні дані клінічних та лабораторних досліджень підтверджують, що тучні клітини відіграють центральну роль в ІЦ, можливо, у зв'язку з їх здатністю вивільнювати гістамін, що спричинює біль, набряк, рубцювання, і заважає зціленню (аутоімунна теорія).

## Діагностика
Діагноз цього захворювання може бути поставлений тільки після проведення ретельної діагностики на наявність інших розладів сечостатевої сфери, шляхом виключення ймовірності довгого списку інших урологічних захворювань. В ході її повинні бути відкинуті діагнози венеричних хвороб, раку сечового міхура та інфекцій сечовивідних шляхів. Таким хворим потрібно проводити повне урологічне обстеження з аналізами сечі, крові, томографії нирок, тазу. З абсолютною точністю можна поставити діагноз інтерстиціального циститу тільки після цистоскопії та біопсії стінки сечового міхура.
Під час цистоскопії на поверхні стінки сечового міхура (частіше на верхівці або збоку) виявляють різко хворобливу виразку круглої форми діаметром до 2 см. Навколо виразки зазвичай немає виражених запальних змін. Звичайно існує тільки одна виразка, яка з часом рубцюється, і тільки потім з'являється нова — так формується зморщений сечовий міхур.
Діагноз ІЦ поставити не так просто: виразка часто буває схожою на туберкульозний процес і на деякі види злоякісних пухлин. Тому в процесі цистоскопії іноді береться шматочок тканини на дослідження (біопсія) з метою виключення пухлинного процесу. Виключити туберкульоз допомагають бактеріологічні дослідження — відсутність у виразці мікобактерій туберкульозу.

## Лікування

### Розтягнення сечового міхура
Розтягнення сечового міхура не можна вважати ефективним методом лікування інтерстиційного циститу, проте ця процедура збільшує місткість сечового міхура і пригнічує больові відчуття. Симптоми можуть тимчасово посилитися на добу-дві після розтягнення сечового міхура, однак протягом двох-чотирьох тижнів повертаються до колишнього стану або стають менш виразними.

### Інстиляція сечового міхура
Інстиляція сечового міхура — процедура, що передбачає введення в сечовий міхур спеціального розчину на 10-15 хвилин через тонку трубку (катетер) в уретрі. Єдиним схваленим міжнародним медичним співтовариством препаратом для інстиляції на сьогоднішній день є диметилсульфоксид. Процедура виконується раз на тиждень або раз на два тижні. Покращення стану пацієнта з ІЦ спостерігається протягом трьох-чотирьох тижнів після першого циклу інстиляційної терапії.Процедура проводиться з лідокаїном, для знеболювання.Так як має болісні відчуття. Витримувати поки не буде позиву.
Оскільки інстиляція припускає безпосередню взаємодію активних речовин розчину зі стінками сечового міхура, запальні процеси і больові відчуття придушуються набагато ефективніше. Крім того, інстиляція спеціальних розчинів запобігає спазмам сечового міхура, що викликають больові відчуття і позиви до частого сечовипускання.
Проводять інстиляції гіалуроновою кислотою. Два раза на тиждень, а потім раз на місяць. Гіалуронова кислота відновлює «тимчасово» захисний шар сечового міхура. Ця процедура викликає позитивне полегшення і проходить безболісно.

### Дієта
Дієту часто рекомендують як метод самостійного лікування інтерстиційного циститу. Пацієнти часто відчувають посилення симптомів, коли вони споживають певні продукти і напої. Уникнення цих потенційних продуктів, таких як кофеїн, який містять кава та чай, алкоголь, шоколад, цитрусові, гострий перець, сік штучні підсолоджувачі може бути корисним у боротьбі із симптомами. Також дратівливо діють на сечовий міхур смажені, жирні продукти харчування. Продукти харчування не повинні містити штучні добавки. Дієта потрібна, щоб допомогти пацієнтам уникати тих продуктів, які можуть надалі дратувати пошкоджену стінку сечового міхура. Механізм, за допомогою якого дана дієта приносить користь пацієнтам з ІЦ є незрозумілим.

### Лікарські препарати
Медикаментозна терапія включає в себе прийом наступних пероральних лікарських засобів:
- знеболювальні препарати;
- антидепресанти. Приймаються для зниження больових проявів і зменшення кількості позовів до сечовипускання;
- протиалергічні препарати;
- холінолітики і Циклоспорин А. Приймаються для зниження частоти сечовипускань;
- протизапальні засоби;
- антибіотики, уросептики;
- пентозанполісульфат натрію. Приймається для відновлення захисного шару слизової сечового міхура.

### Хірургічні методи
Оперативне втручання проводиться при виразковому інтерстиційному циститі. Воно включає в себе трансуретральну резекцію і коагуляцію. У разі занадто явного зниження об'єму сечового міхура використовується пластична хірургія.
У комплексі з будь-яким видом лікування необхідно проводити психологічну терапію, так як симптоматика інтерстиційного циститу спричинює дискомфорт і значно знижує якість життя пацієнта, призводячи до депресій та психічних розладів.

## Епідеміологія
Больовий синдром сечового міхура вражає чоловіків і жінок всіх культур, різних вікових груп та соціально-економічних верств населення. Хоча хвороба вважалась раніше однією з умов менопаузи у жінок, все більша кількість чоловіків і жінок з цим діагнозом ще не досягли тридцятирічного віку. ІЦ у наш час — нерідкісний стан. Дослідження свідчать, що поширеність ІЦ коливається від 1 в 100 000 до 5,1 в 1000 від загальної чисельності населення. Нещодавні дослідження показали, що від 2700000 до 6530000 жінок в США мають симптоми ІЦ і до 12 % жінок можуть мати ранні симптоми ІЦ. В подальшому було встановлено, що ІЦ набагато більш поширений у чоловіків, ніж вважалося раніше — від 1800000 до 4200000 чоловіків мають симптоми інтерстиціального циститу в США.